# Fritz Oliven
Fritz Oliven (né le 10 mai 1874 à Breslau, mort le 30 juin 1956 à Porto Alegre) est un écrivain allemand.

## Biographie
Sous le pseudonyme de Rideamus (en latin : "Rions !"), l'avocat juif basé à Berlin devient un écrivain humoristique à succès. En tant que poète, librettiste et poète de revue, il travaille avec Oscar Straus, Walter Kollo et Eduard Künneke et écrit des textes pour les grandes revues de Herman Haller. Marlene Dietrich interprète plusieurs de ses chansons. En 1939, il émigre au Brésil. En 1951, il publie l'autobiographie Rideamus.

## Œuvre

### Recueils de poésie
- Willis Werdegang, eine Geschichte in Reimen
- Der neue Willi, Fortsetzung des vorigen
- Lenz und Liebe
- Lauter Lügen
- Berliner Bälle
- Lustige Liebe
- Wilde Sachen
- Reinfälle

### Livrets d'opérette
- Die lustigen Nibelungen (1904, musique : Oscar Straus)
- Hugdietrichs Brautfahrt (1905, musique : Oscar Straus)
- Drei alte Schachteln (1917, avec Herman Haller, musique : Walter Kollo)
- Der Vetter aus Dingsda (1921, avec Herman Haller, musique : Eduard Künneke)
- Die Ehe im Kreise (1921, avec Herman Haller, musique : Eduard Künneke)
- Frauen haben das gern (de)...! (1931, avec Franz Arnold et Ernst Bach, musique : Walter Kollo)
- Die Männer sind mal so (1933, zusammen mit Theo Halton, musique : Walter Kollo)

### Revues au Admiralspalast Berlin
- Drunter und Drüber (1923, avec Herman Haller, Willi Wolff, musique : Walter Kollo)
- Noch und Noch (1924, avec Herman Haller, Willi Wolff, musique : Walter Kollo)
- Achtung! Welle 505! (1925, avec Herman Haller, Willi Wolff, musique : Walter Kollo)
- An und Aus (1926, avec Herman Haller, Willi Wolff, musique : Walter Kollo)
- Wann und Wo (1927, avec Herman Haller, Willi Wolff, musique : Walter Kollo)